# David Pizarro
David Marcelo Pizarro Cortés (Valparaíso, 11 settembre 1979) è un allenatore di calcio ed ex calciatore cileno, di ruolo centrocampista. Con la nazionale cilena è diventato campione del Sud America nel 2015.
È soprannominato El Peq, diminutivo del termine spagnolo pequeño (in italiano piccolo).

## Caratteristiche tecniche
Era un regista davanti alla difesa, dotato di una ottima tecnica individuale, bravo a dettare i tempi di gioco, esperto in lanci di lunga-media distanza, controllo e difesa della palla, era dotato di un fisico possente nonostante l'altezza, che gli consentiva di vincere contrasti. Era ostinato nei doppi passi e nella gestione della palla, caratteristica che talvolta lo portava a rischiare il possesso anche in zone del campo "pericolose", era solito attendere il diretto avversario per poi eluderlo con un dribbling in modo da creare la superiorità numerica per l'avanzata centrale palla al piede o il lancio lungo. Era anche un buon tiratore di punizioni e rigori. Mentre tra i suoi difetti figurava la propensione ai cartellini data la sua foga e la sua aggressività e una velocità non eccelsa.

## Carriera

### Club

#### Gli esordi in Cile e l'arrivo all'Udinese
Esordisce in patria nelle file del Santiago Wanderers, compagine della sua città natale, Valparaíso. Arriva in Italia nella stagione 1999-2000, la prima con la maglia dell'Udinese: esordisce in Serie A il 29 agosto 1999, alla prima giornata, in Venezia-Udinese 1-1, subentrando all'80' al posto di Andrea Sottil. Pur nascendo come trequartista viene "reinventato" regista. Finirà la stagione con un totale di 5 presenze.
Nella successiva stagione collezionerà solo altre 4 presenze in Serie A. Dopo un breve ritorno in patria all'Universidad de Chile, sarà la stagione 2001-02 a consacrare Pizarro, che alla fine dell'annata conterà ben 31 presenze corredate da 2 gol, il primo dei quali, sua prima marcatura in Serie A, risale al 23 settembre 2001 contro il Perugia al Renato Curi, dove il cileno mette a segno la rete della vittoria per 2-1. Nelle successive stagioni avrà modo, con la maglia dei friulani, di mettersi in mostra anche sotto la guida di Luciano Spalletti.

#### Inter
Nel luglio 2005, dopo sei stagioni in bianconero, passa all'Inter per 12 milioni di € più la metà del cartellino di Goran Pandev. Nella sua unica stagione in nerazzurro vincerà la Supercoppa di lega, la Coppa Italia e lo scudetto, assegnato alla società milanese dopo i fatti di Calciopoli. Con l'Inter ha segnato tre gol: in campionato il 18 dicembre 2005 nella partita vinta 4-0 contro la Reggina, in UEFA Champions League contro i Rangers Glasgow e in Coppa Italia contro l'Udinese.

#### Roma
Il 19 agosto 2006 viene ufficializzato il suo trasferimento in comproprietà alla Roma per la cifra di 6,5 milioni di euro, dove Pizarro ritrova in panchina l'allenatore Luciano Spalletti. Il suo primo gol in giallorosso risale al 17 settembre 2006, seconda giornata di campionato, contro il Siena. Nella sua prima stagione tra le file dei giallorossi, contribuisce al percorso della Roma in UEFA Champions League che, dopo ventitré anni, riesce a raggiungere i quarti di finale della competizione, dove viene sconfitta nel doppio confronto contro il Manchester United (2-1) e (1-7). Nello stesso anno vince la Coppa Italia battendo in finale l'Inter. Alla fine della stagione 2006-2007 la Roma riscatta per altri 5,75 milioni di euro la metà del cartellino ancora di proprietà dell'Inter. Alla sua seconda stagione nella capitale, il 19 agosto 2007 vince la Supercoppa taliana, battendo ancora l'Inter, sempre a San Siro, per 1-0. In UEFA Champions League, dopo aver superato il girone eliminatorio con un secondo posto alle spalle del Manchester United, la Roma riesce nell'impresa di eliminare agli ottavi il Real Madrid vincendo al Santiago Bernabéu. Pizarro contribuisce al passaggio del turno siglando il gol del pareggio nella partita di andata a Roma, terminata poi col punteggio di 2-1. In campionato, dopo una fase di appannamento, dovuto ad un infortunio durante la preparazione estiva, riesce a recuperare una buona brillantezza fisica che lo porta a riprendersi la regia del centrocampo romanista, fornendo prestazioni, convincenti e assist per i compagni. Il 1º febbraio 2009, in occasione della gara Reggina-Roma (2-2), realizza la sua prima doppietta in maglia giallorossa. Il 29 ottobre 2009 prolunga il proprio contratto con la Roma fino al 30 giugno 2013, per un compenso lordo di 3,2 milioni di euro a stagione. Dopo il secondo posto ottenuto nell'annata 2009-2010, continua a vestire la maglia giallorossa per un'altra annata e mezza.

#### Manchester City

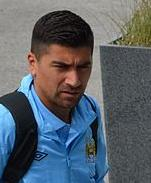
Pizarro con la maglia del Manchester City

Il 31 gennaio 2012 si trasferisce al Manchester City guidato da Roberto Mancini, suo ex allenatore all'Inter, con la formula del prestito secco. Segna il suo primo gol con gli inglesi, nel match dei sedicesimi di Europa League del 22 febbraio contro il Porto, partita che finirà 4-0 sancendo il passaggio del turno della sua squadra. Il 13 maggio, grazie alla vittoria per 3-2 contro il Queens Park Rangers, si aggiudica con la sua squadra il titolo di Premier League.

#### Fiorentina
Dopo aver rescisso il contratto con la Roma, il 9 agosto 2012 si trasferisce alla Fiorentina, con cui firma un contratto biennale a 750.000 euro all'anno. Esordisce in maglia viola il 18 agosto nella gara di Coppa Italia Fiorentina-Novara 2-0.. Segna il suo primo gol in maglia viola il 16 dicembre nella gara di campionato Fiorentina-Siena 4-1, realizzando un calcio di rigore e dedicandolo alla sorella morta pochi giorni prima.
Il 7 aprile va a segno regalando il pareggio nella partita contro il Milan. Inizia la nuova stagione 2013-2014 al meglio, segnando nella prima giornata il gol del definitivo 2-1 al Franchi contro il Catania. Dopo una lunga trattativa per il rinnovo ed essere rimasto svincolato per alcuni giorni, a luglio decide di rinnovare per un altro anno con la Fiorentina.

#### Ritorno in Cile e ritiro
Il 21 luglio 2015 firma un contratto annuale con i cileni dei Santiago Wanderers, facendo così ritorno in patria dopo 16 anni. La prima stagione è costellata da infortuni e si rivela la peggiore della sua carriera giocando solo 9 partite; rinnova quindi il contratto per un solo semestre ma durante la seconda stagione resta a sorpresa svincolato e torna invano in Italia cercando un nuovo contratto come calciatore.
Dopo sei mesi torna in patria e nel gennaio 2017 viene annunciato il suo ingaggio da parte dell'Universidad de Chile, altro club dove aveva già giocato, con cui si laurea per la prima volta campione del Cile vincendo il Torneo de Clausura della Primera División 2016-2017.
Il 30 novembre 2018 annuncia il ritiro dal calcio giocato all'età di 39 anni due giorni prima della sua ultima partita contro il Curicò.

### Nazionale
Conta 46 presenze e 2 reti nella Nazionale cilena. Debutta in nazionale il 17 febbraio 1999 nell'amichevole contro il Guatemala, con la formazione olimpica ha vinto una medaglia di bronzo alle Olimpiadi di Sydney 2000. Si è inizialmente ritirato dalla Nazionale nell'ottobre 2005, dopo la mancata qualificazione del Cile ai Mondiali 2006.
Nel giugno 2013 viene convocato nuovamente in Nazionale a distanza di quasi otto anni, per gli incontri di qualificazione ai mondiali 2014 di giugno.
Il 5 luglio 2015 vince la Coppa America.

### Allenatore
Il 14 ottobre 2021 consegue la qualifica UEFA A a Coverciano che consente di allenare tutte le selezioni giovanili e le squadre femminili, le prime squadre fino alla Serie C oltre a poter essere tesserato come allenatore in seconda sia in Serie B che in Serie A.

## Statistiche

### Presenze e reti nei club
Statistiche aggiornate al 18 gennaio 2017.
| Stagione                  | Squadra                   | Campionato                | Campionato | Campionato | Coppe nazionali | Coppe nazionali | Coppe nazionali | Coppe continentali | Coppe continentali | Coppe continentali | Altre coppe | Altre coppe | Altre coppe | Totale | Totale |
| Stagione                  | Squadra                   | Comp                      | Pres       | Reti       | Comp            | Pres            | Reti            | Comp               | Pres               | Reti               | Comp        | Pres        | Reti        | Pres   | Reti   |
| ------------------------- | ------------------------- | ------------------------- | ---------- | ---------- | --------------- | --------------- | --------------- | ------------------ | ------------------ | ------------------ | ----------- | ----------- | ----------- | ------ | ------ |
| 1997                      | Santiago Wanderers        | PD                        | 18         | 0          | -               | -               | -               | -                  | -                  | -                  | -           | -           | -           | 18     | 0      |
| 1998                      | Santiago Wanderers        | PD                        | 23         | 3          | -               | -               | -               | -                  | -                  | -                  | -           | -           | -           | 23     | 3      |
| 1999                      | Santiago Wanderers        | PD                        | 0          | 0          | -               | -               | -               | -                  | -                  | -                  | -           | -           | -           | 0      | 0      |
| 1999-2000                 | Udinese                   | A                         | 5          | 0          | CI              | 2               | 0               | CU                 | -                  | -                  | -           | -           | -           | 7      | 0      |
| 2000-2001                 | Udinese                   | A                         | 4          | 0          | CI              | 1               | 0               | CU                 | -                  | -                  | -           | -           | -           | 5      | 0      |
| 2001                      | Universidad de Chile      | PD                        | 6          | 1          | -               | -               | -               | CL                 | 2                  | 2                  | -           | -           | -           | 8      | 3      |
| 2001-2002                 | Udinese                   | A                         | 31         | 2          | CI              | 4               | 1               | -                  | -                  | -                  | -           | -           | -           | 35     | 3      |
| 2002-2003                 | Udinese                   | A                         | 33         | 7          | CI              | 1               | 1               | CU                 | -                  | -                  | -           | -           | -           | 34     | 8      |
| 2003-2004                 | Udinese                   | A                         | 19         | 3          | CI              | 1               | 0               | CU                 | 2                  | 0                  | -           | -           | -           | 22     | 3      |
| 2004-2005                 | Udinese                   | A                         | 34         | 2          | CI              | 4               | 0               | CU                 | 2                  | 0                  | -           | -           | -           | 40     | 2      |
| Totale Udinese            | Totale Udinese            | Totale Udinese            | 126        | 14         |                 | 13              | 2               |                    | 4                  | 0                  |             |             |             | 143    | 16     |
| 2005-2006                 | Inter                     | A                         | 24         | 1          | CI              | 7               | 1               | UCL                | 8                  | 1                  | SI          | 1           | 0           | 40     | 3      |
| 2006-2007                 | Roma                      | A                         | 32         | 1          | CI              | 7               | 3               | UCL                | 7                  | 1                  | SI          | 0           | 0           | 46     | 5      |
| 2007-2008                 | Roma                      | A                         | 31         | 3          | CI              | 5               | 0               | UCL                | 10                 | 2                  | SI          | 0           | 0           | 46     | 5      |
| 2008-2009                 | Roma                      | A                         | 25         | 2          | CI              | 1               | 0               | UCL                | 7                  | 0                  | SI          | 1           | 0           | 34     | 2      |
| 2009-2010                 | Roma                      | A                         | 31         | 2          | CI              | 4               | 0               | UEL                | 11                 | 1                  |             | -           | -           | 46     | 3      |
| 2010-2011                 | Roma                      | A                         | 22         | 1          | CI              | 2               | 0               | UCL                | 5                  | 0                  | SI          | 1           | 0           | 30     | 1      |
| 2011-gen. 2012            | Roma                      | A                         | 7          | 0          | CI              | 0               | 0               | UEL                | 0                  | 0                  | -           | -           | -           | 7      | 0      |
| Totale Roma               | Totale Roma               | Totale Roma               | 148        | 9          |                 | 19              | 3               |                    | 40                 | 4                  |             | 2           | 0           | 209    | 16     |
| gen.-giu. 2012            | Manchester City           | PL                        | 5          | 0          | FACup+CdL       | -               | -               | UEL                | 2                  | 1                  | -           | -           | -           | 7      | 1      |
| 2012-2013                 | Fiorentina                | A                         | 29         | 3          | CI              | 2               | 0               | -                  | -                  | -                  | -           | -           | -           | 31     | 3      |
| 2013-2014                 | Fiorentina                | A                         | 28         | 1          | CI              | 5               | 0               | UEL                | 9                  | 0                  | -           | -           | -           | 42     | 1      |
| 2014-2015                 | Fiorentina                | A                         | 26         | 0          | CI              | 1               | 0               | UEL                | 10                 | 0                  | -           | -           | -           | 37     | 0      |
| Totale Fiorentina         | Totale Fiorentina         | Totale Fiorentina         | 83         | 4          |                 | 9               | 0               |                    | 19                 | 0                  |             | -           | -           | 110    | 4      |
| 2015-2016                 | Santiago Wanderers        | PD                        | 9          | 0          | -               | -               | -               | -                  | -                  | -                  | -           | -           | -           | 9      | 0      |
| Totale Santiago Wanderers | Totale Santiago Wanderers | Totale Santiago Wanderers | 50         | 3          |                 |                 |                 |                    |                    |                    |             |             |             | 50     | 3      |
| Totale carriera           | Totale carriera           | Totale carriera           | 442        | 32         |                 | 48              | 6               |                    | 75                 | 8                  |             | 3           | 0           | 568    | 46     |

### Cronologia presenze e reti in Nazionale
| Cronologia completa delle presenze e delle reti in nazionale ― Cile | Cronologia completa delle presenze e delle reti in nazionale ― Cile | Cronologia completa delle presenze e delle reti in nazionale ― Cile | Cronologia completa delle presenze e delle reti in nazionale ― Cile | Cronologia completa delle presenze e delle reti in nazionale ― Cile | Cronologia completa delle presenze e delle reti in nazionale ― Cile | Cronologia completa delle presenze e delle reti in nazionale ― Cile | Cronologia completa delle presenze e delle reti in nazionale ― Cile |
| Data                                                                | Città                                                               | In casa                                                             | Risultato                                                           | Ospiti                                                              | Competizione                                                        | Reti                                                                | Note                                                                |
| ------------------------------------------------------------------- | ------------------------------------------------------------------- | ------------------------------------------------------------------- | ------------------------------------------------------------------- | ------------------------------------------------------------------- | ------------------------------------------------------------------- | ------------------------------------------------------------------- | ------------------------------------------------------------------- |
| 17-2-1999                                                           | Città del Guatemala                                                 | Guatemala                                                           | 1 – 1                                                               | Cile                                                                | Amichevole                                                          | -                                                                   | 30’                                                                 |
| 21-2-1999                                                           | Fort Lauderdale                                                     | Stati Uniti                                                         | 2 – 1                                                               | Cile                                                                | Amichevole                                                          | -                                                                   |                                                                     |
| 28-4-1999                                                           | Cochabamba                                                          | Bolivia                                                             | 1 – 1                                                               | Cile                                                                | Amichevole                                                          | 1                                                                   | 68’                                                                 |
| 29-5-1999                                                           | Concepción                                                          | Cile                                                                | 3 – 0                                                               | Costa Rica                                                          | Amichevole                                                          | -                                                                   | 80’                                                                 |
| 20-6-1999                                                           | Santiago del Cile                                                   | Cile                                                                | 1 – 0                                                               | Bolivia                                                             | Amichevole                                                          | -                                                                   | 56’                                                                 |
| 23-6-1999                                                           | Santiago del Cile                                                   | Cile                                                                | 0 – 0                                                               | Ecuador                                                             | Amichevole                                                          | -                                                                   | 68’                                                                 |
| 30-6-1999                                                           | Ciudad del Este                                                     | Cile                                                                | 1 – 0                                                               | Messico                                                             | Coppa America 1999 - 1º turno                                       | -                                                                   | 65’                                                                 |
| 11-7-1999                                                           | Luque                                                               | Cile                                                                | 3 – 2                                                               | Colombia                                                            | Coppa America 1999 - Quarti di Finale                               | -                                                                   | 65’                                                                 |
| 13-7-1999                                                           | Asunción                                                            | Uruguay                                                             | 1 – 1 dts (5 – 3 dtr)                                               | Cile                                                                | Coppa America 1999 - Semifinale                                     | -                                                                   | 73’                                                                 |
| 12-2-2000                                                           | Valparaíso                                                          | Cile                                                                | 3 – 2                                                               | Bulgaria                                                            | Amichevole                                                          | -                                                                   | 63’                                                                 |
| 15-2-2000                                                           | Valparaíso                                                          | Cile                                                                | 0 – 2                                                               | Slovacchia                                                          | Amichevole                                                          | -                                                                   | 30’ 55’                                                             |
| 22-3-2000                                                           | Santiago del Cile                                                   | Cile                                                                | 5 – 2                                                               | Honduras                                                            | Amichevole                                                          | 1                                                                   | 58’                                                                 |
| 29-3-2000                                                           | Buenos Aires                                                        | Argentina                                                           | 4 – 1                                                               | Cile                                                                | Qual. Mondiali 2002                                                 | -                                                                   | 70’                                                                 |
| 26-4-2000                                                           | Santiago del Cile                                                   | Cile                                                                | 1 – 1                                                               | Perù                                                                | Qual. Mondiali 2002                                                 | -                                                                   | 58’                                                                 |
| 29-6-2000                                                           | Santiago del Cile                                                   | Cile                                                                | 3 – 1                                                               | Paraguay                                                            | Qual. Mondiali 2002                                                 | -                                                                   | 68’                                                                 |
| 19-7-2000                                                           | La Paz                                                              | Bolivia                                                             | 1 – 0                                                               | Cile                                                                | Qual. Mondiali 2002                                                 | -                                                                   | 72’                                                                 |
| 25-7-2000                                                           | San Cristóbal                                                       | Venezuela                                                           | 0 – 2                                                               | Cile                                                                | Qual. Mondiali 2002                                                 | -                                                                   | 66’                                                                 |
| 15-8-2000                                                           | Santiago del Cile                                                   | Cile                                                                | 3 – 0                                                               | Brasile                                                             | Qual. Mondiali 2002                                                 | -                                                                   | 13’                                                                 |
| 8-10-2000                                                           | Quito                                                               | Ecuador                                                             | 1 – 0                                                               | Cile                                                                | Qual. Mondiali 2002                                                 | -                                                                   | 82’                                                                 |
| 15-11-2000                                                          | Santiago del Cile                                                   | Cile                                                                | 0 – 2                                                               | Argentina                                                           | Qual. Mondiali 2002                                                 | -                                                                   | 30’                                                                 |
| 7-10-2001                                                           | Curitiba                                                            | Brasile                                                             | 2 – 0                                                               | Cile                                                                | Qual. Mondiali 2002                                                 | -                                                                   | 83’                                                                 |
| 30-3-2003                                                           | Santiago del Cile                                                   | Cile                                                                | 2 – 0                                                               | Perù                                                                | Amichevole                                                          | -                                                                   | 71’                                                                 |
| 9-9-2003                                                            | Santiago del Cile                                                   | Cile                                                                | 2 – 1                                                               | Perù                                                                | Qual. Mondiali 2006                                                 | -                                                                   | 46’                                                                 |
| 18-11-2003                                                          | Santiago del Cile                                                   | Cile                                                                | 0 – 1                                                               | Paraguay                                                            | Qual. Mondiali 2006                                                 | -                                                                   |                                                                     |
| 1-6-2004                                                            | San Cristóbal                                                       | Venezuela                                                           | 0 – 1                                                               | Cile                                                                | Qual. Mondiali 2006                                                 | -                                                                   | 79’                                                                 |
| 6-6-2004                                                            | Santiago del Cile                                                   | Cile                                                                | 1 – 1                                                               | Brasile                                                             | Qual. Mondiali 2006                                                 | -                                                                   |                                                                     |
| 5-9-2004                                                            | Santiago del Cile                                                   | Cile                                                                | 0 – 0                                                               | Colombia                                                            | Qual. Mondiali 2006                                                 | -                                                                   | 59’                                                                 |
| 18-11-2004                                                          | Lima                                                                | Perù                                                                | 2 – 1                                                               | Cile                                                                | Qual. Mondiali 2006                                                 | -                                                                   |                                                                     |
| 9-2-2005                                                            | Viña del Mar                                                        | Cile                                                                | 3 – 0                                                               | Ecuador                                                             | Amichevole                                                          | -                                                                   |                                                                     |
| 26-3-2005                                                           | Santiago del Cile                                                   | Cile                                                                | 1 – 1                                                               | Uruguay                                                             | Qual. Mondiali 2006                                                 | -                                                                   |                                                                     |
| 30-3-2005                                                           | Asunción                                                            | Paraguay                                                            | 2 – 1                                                               | Cile                                                                | Qual. Mondiali 2006                                                 | -                                                                   | 53’                                                                 |
| 4-6-2005                                                            | Santiago del Cile                                                   | Cile                                                                | 3 – 1                                                               | Bolivia                                                             | Amichevole                                                          | -                                                                   |                                                                     |
| 7-6-2005                                                            | Santiago del Cile                                                   | Cile                                                                | 2 – 1                                                               | Venezuela                                                           | Qual. Mondiali 2006                                                 | -                                                                   | 88’                                                                 |
| 4-9-2005                                                            | Brasilia                                                            | Brasile                                                             | 5 – 0                                                               | Cile                                                                | Qual. Mondiali 2006                                                 | -                                                                   |                                                                     |
| 8-10-2005                                                           | Barranquilla                                                        | Colombia                                                            | 1 – 1                                                               | Cile                                                                | Qual. Mondiali 2006                                                 | -                                                                   |                                                                     |
| 12-10-2005                                                          | Santiago del Cile                                                   | Cile                                                                | 0 – 0                                                               | Ecuador                                                             | Qual. Mondiali 2006                                                 | -                                                                   |                                                                     |
| 11-6-2013                                                           | Santiago del Cile                                                   | Cile                                                                | 3 – 1                                                               | Bolivia                                                             | Qual. Mondiali 2014                                                 | -                                                                   |                                                                     |
| 14-8-2013                                                           | Brøndby                                                             | Cile                                                                | 6 – 0                                                               | Iraq                                                                | Amichevole                                                          | -                                                                   | 68’                                                                 |
| 6-9-2013                                                            | Santiago del Cile                                                   | Cile                                                                | 3 – 0                                                               | Venezuela                                                           | Qual. Mondiali 2014                                                 | -                                                                   | 57’ 93’                                                             |
| 10-9-2013                                                           | Ginevra                                                             | Spagna                                                              | 2 – 2                                                               | Cile                                                                | Amichevole                                                          | -                                                                   | 46’                                                                 |
| 26-3-2015                                                           | Sankt Pölten                                                        | Iran                                                                | 2 – 0                                                               | Cile                                                                | Amichevole                                                          | -                                                                   | 63’                                                                 |
| 5-6-2015                                                            | Viña del Mar                                                        | Cile                                                                | 1 – 0                                                               | El Salvador                                                         | Amichevole                                                          | -                                                                   | 46’                                                                 |
| 11-6-2015                                                           | Santiago del Cile                                                   | Cile                                                                | 2 – 0                                                               | Ecuador                                                             | Coppa America 2015 - 1º turno                                       | -                                                                   | 83’                                                                 |
| 19-6-2015                                                           | Santiago del Cile                                                   | Cile                                                                | 5 – 0                                                               | Bolivia                                                             | Coppa America 2015 - 1º turno                                       | -                                                                   | 69’                                                                 |
| 24-6-2015                                                           | Santiago del Cile                                                   | Cile                                                                | 1 – 0                                                               | Uruguay                                                             | Coppa America 2015 - Quarti di finale                               | -                                                                   | 85’                                                                 |
| 29-6-2015                                                           | Santiago del Cile                                                   | Cile                                                                | 2 – 1                                                               | Perù                                                                | Coppa America 2015 - Semifinale                                     | -                                                                   | 46’                                                                 |
| Totale                                                              |                                                                     | Presenze                                                            | 46                                                                  |                                                                     | Reti                                                                | 2                                                                   |                                                                     |

## Palmarès

### Club
- Campionato italiano: 1

Inter: 2005-2006
- Coppa Italia: 3

Inter: 2005-2006
Roma: 2006-2007, 2007-2008
- Supercoppa italiana: 2

Inter:2006
Roma:2007
- Campionato inglese: 1

Manchester City: 2011-2012
- Campionato cileno: 1

Universidad de Chile: Clausura 2016-2017

### Nazionale
- Bronzo olimpico: 1

Sydney 2000
- Coppa America: 1

Cile 2015